# ガラス

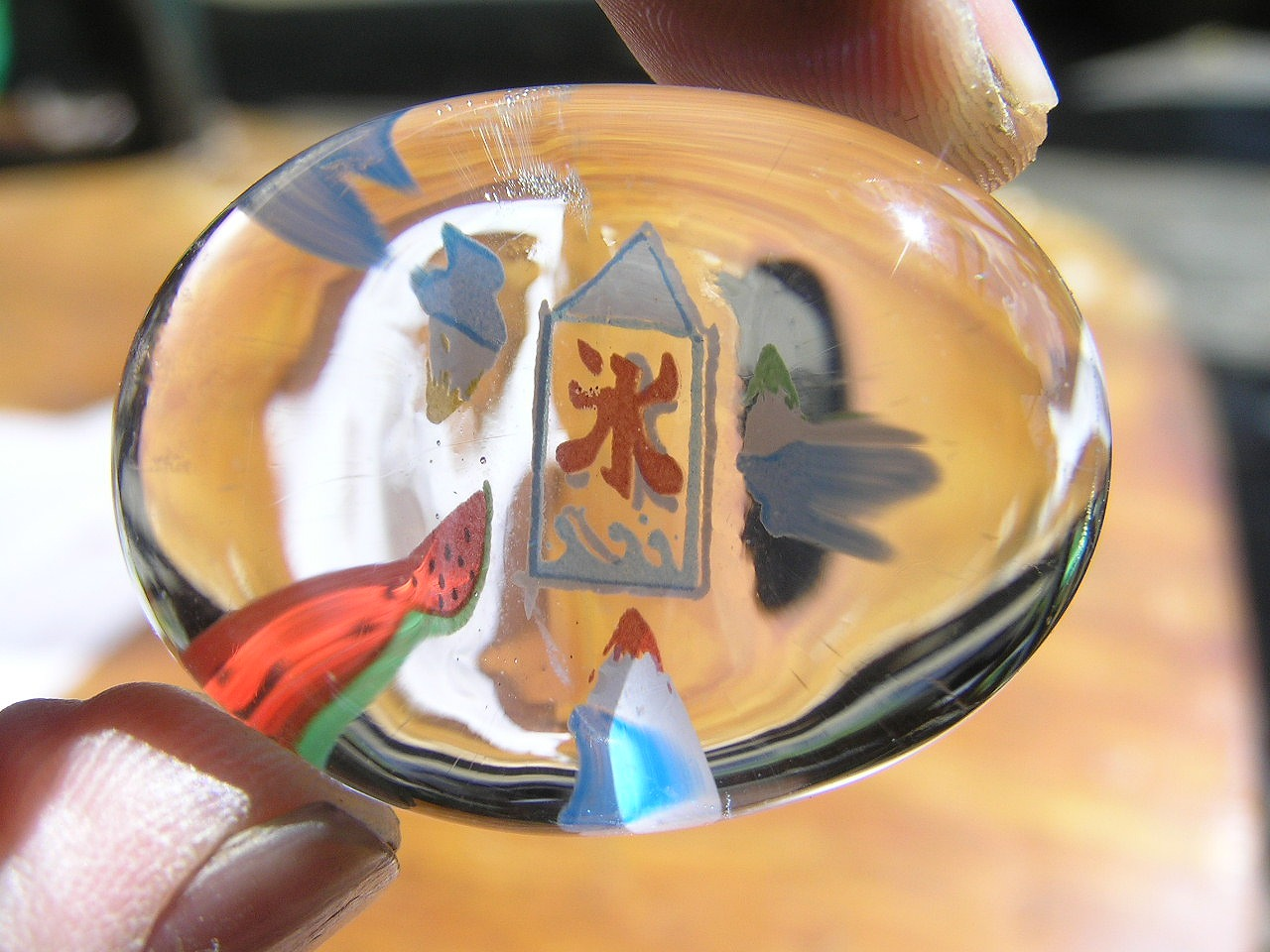
ガラス工芸

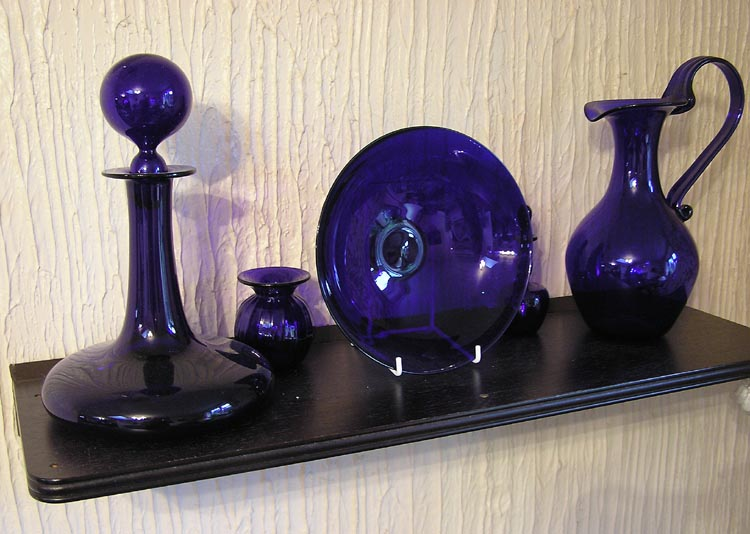
ガラスを素材として用いた工芸品（イギリス ブリストル産）(en)

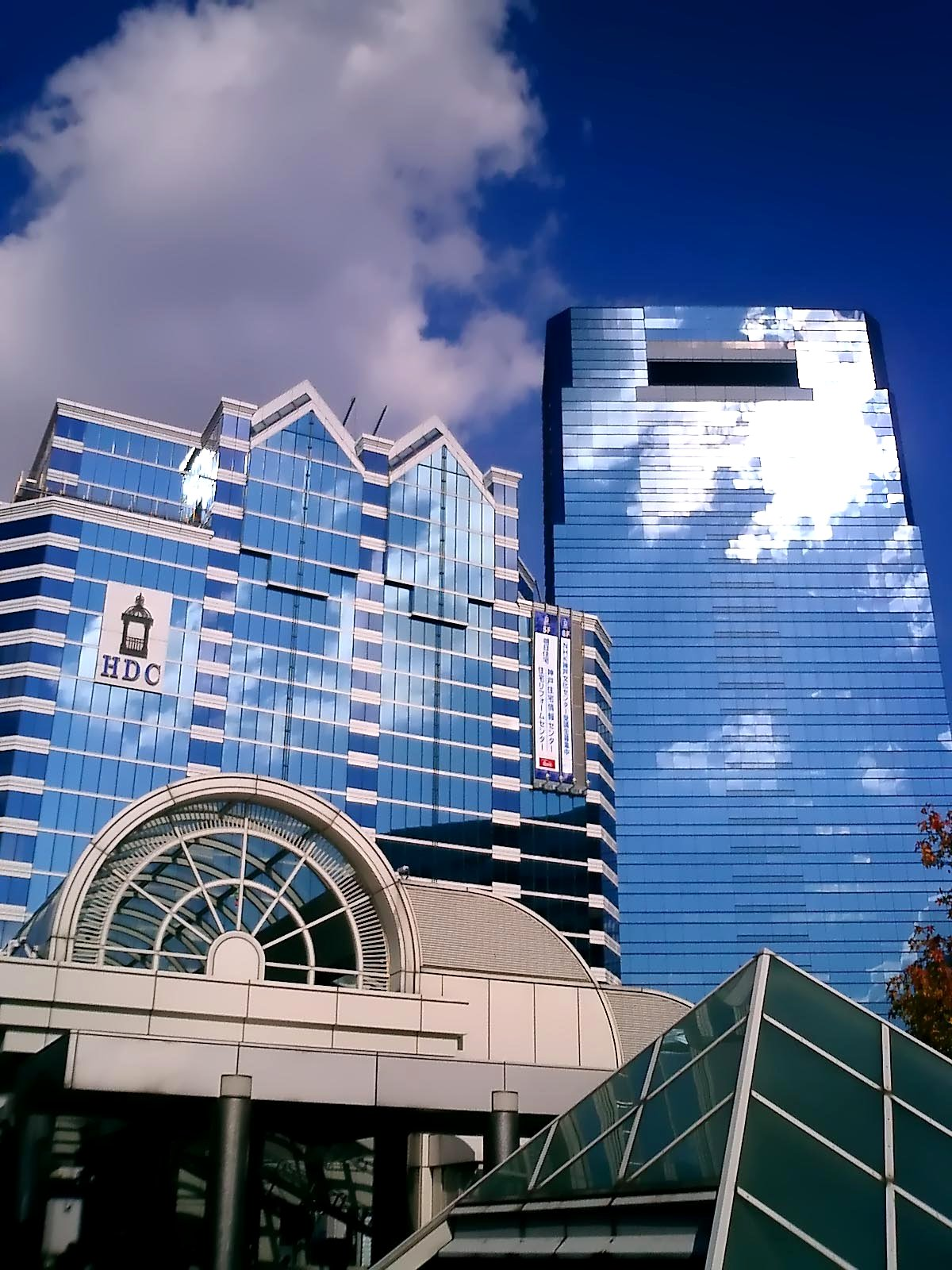
建築物の外壁に用いられているガラス

ガラス（蘭: glas、英: glass）または硝子（がらす、しょうし）という語は、物質の特定の状態を指す場合と、物質の特定の種類を指す場合がある。古称として、玻璃（はり）、瑠璃（るり）ともいう。
- 昇温によりガラス転移現象を示す非晶質固体[2]。そのような物質。このような固体状態をガラス状態と言う。結晶と同程度の大きな剛性を持ち、粘性は極端に高い。非晶質でもゴム状態のように柔らかいものはガラスとは呼ばない。詳しくは「ガラス転移点」を参照のこと。
- 古代から知られてきたケイ酸塩を主成分とする硬く透明な物質。グラス、玻璃（はり）、硝子（しょうし）とも呼ばれる。「硝子」と書いて「ガラス」と読ませる事もよくある。化学的にはガラス状態となるケイ酸化合物（ケイ酸塩鉱物）である。他の化学成分を主成分とするガラスから区別したい場合はケイ酸ガラスまたはケイ酸塩ガラスと言う。いわゆる「普通のガラス」であるソーダ石灰ガラスのほか、ホウケイ酸ガラスや石英ガラスも含まれる。本項目ではこの物質について主に記述する。
- ケイ酸塩以外を主成分とする、ガラス状態となる物質。ケイ酸ガラスと区別するために物質名を付けて○○ガラスと呼んだりガラス質物質と呼んだりする。アクリルガラス、カルコゲン化物ガラス、金属ガラス、有機ガラスなど。
- 板状のガラスは一般に板ガラスと呼ばれる。

語源的にはケイ酸塩ガラスのような固体状態を取る他の物質もガラスと呼ぶようになったものである。日本語のガラスの元になったオランダ語glasの発音は、英語のglass同様グラスに近いが（近いカタカナ表記は「フラス」。オランダ語のgはのどを震わせる発音。英語・ドイツ語とは異なる）、日本語化した時期が古いため、転訛して「ガラス」となった。日本語での「グラス」は多くの場合はコップの意味になる。
ガラスには多くの種類があるが、その多くは可視光線に対して透明であり、硬くて薬品にも侵されにくく、表面が滑らかで汚れを落としやすい。このような特性を利用して、窓ガラスや鏡、レンズ、食器（グラス）など市民生活及び産業分野において広く利用されている。近代以前でも装飾品や食器に広く利用されていた。また金属表面にガラス質の膜を作った「琺瑯（ほうろう）」も近代以前から知られてきた。
ガラスの表面に細かな凹凸を付けた磨りガラスや内部に細かな多数の空孔を持つ多孔質ガラスは、散乱のために不透明である。遷移金属や重金属の不純物を含むガラスは着色するものがあり、色ガラスと呼ばれる。
2002年（平成14年）の統計によれば日本だけでも建築用に3900億円、車両用に1700億円、生活用品に3000億円、電気製品等に8300億円分も出荷されている。

## 組成・構造

水晶(二酸化ケイ素の結晶)の分子構造 結晶を形成している。ケイ素原子（赤丸）と酸素原子（水色丸）からなる。以下の3点のモデルでは二次元構造を示す。

シリカガラス(アモルファス構造をとった二酸化ケイ素)

ガラスの分子構造例 アモルファス構造をとった二酸化ケイ素が骨格となり、ナトリウム・イオン（薄緑色）、カルシウム・イオン（緑色）を含む。桃色はイオン化した酸素。アルミニウム原子（灰色）が安定剤として働いている。

不規則網目構造説と微結晶説
ガラスの構造については2つの説があり、現在でも論争がある。不規則網目構造説では原子配列が結晶のように規則的でなく、不規則になっているという説である。この説はZachariasenによって提唱され、Warren、Sunを始め多数のガラス研究者によって支持され、現在に至っている。それに対し微結晶説は、ガラスは大きさ20Å以下の微結晶から成るとする説である。この説はRandallによって提唱され、Porai-Koshitsによって修正されたもので、ガラスの中で微結晶は非晶質のマトリックスによって繋がれているというものである。
ガラス形成無機物の分類
ガラスの原料は、多くの場合は酸化物であるか高温で酸化物となるものである。
Rawsonによれば、無機物質は以下の3つに分類できる。
- 単独でガラス化するもの (Conventional Glass Former, CGF) 。
例：SiO2，B2O3，P2O5，GeO2，BeF2，As2S3，SiSe2，GeS2
- 単独でのガラス化は困難であるが多成分とすることによりガラス化するもの (Non-conventional Glass Former, NCGF) 。
例：TiO2，TeO2，Al2O3，Bi2O3，V2O5，Sb2O5，PbO，CuO，ZrF4，AlF3，InF3，ZnCl2，ZnBr2
- まったくガラス化しないもの (Modifier, MOD) 。
例：Li2O，Na2O，K2O，MgO，BaO，CaO，SrO，LiCl，BaCl，BaF2，LaF3

ガラスとアモルファスはほぼ同義のものとして捉えてよい場合が多いが、ガラス転移点が明確に存在しない場合をアモルファスと定義するような場合（分野）もある。ガラス転移とは主緩和の緩和時間が100s〜1000sの温度で起こる。
ガラスと同じ構造、すなわちガラス化する物質は珍しくない。ヒ素やイオウなどは単体でガラス化する。酸化物ではホウ酸 (B2O5) 、リン酸 (P2O5) などが二酸化ケイ素の代わりに骨格となってガラスを形成する。ホウ酸塩ガラスは工業的に重要である。例えばパイレックスガラスは重量比で12%のホウ酸を含む。
Zachariasen則
Zachariasenはガラスを形成するために満たすべき条件を提案した。

## ガラスの作り方

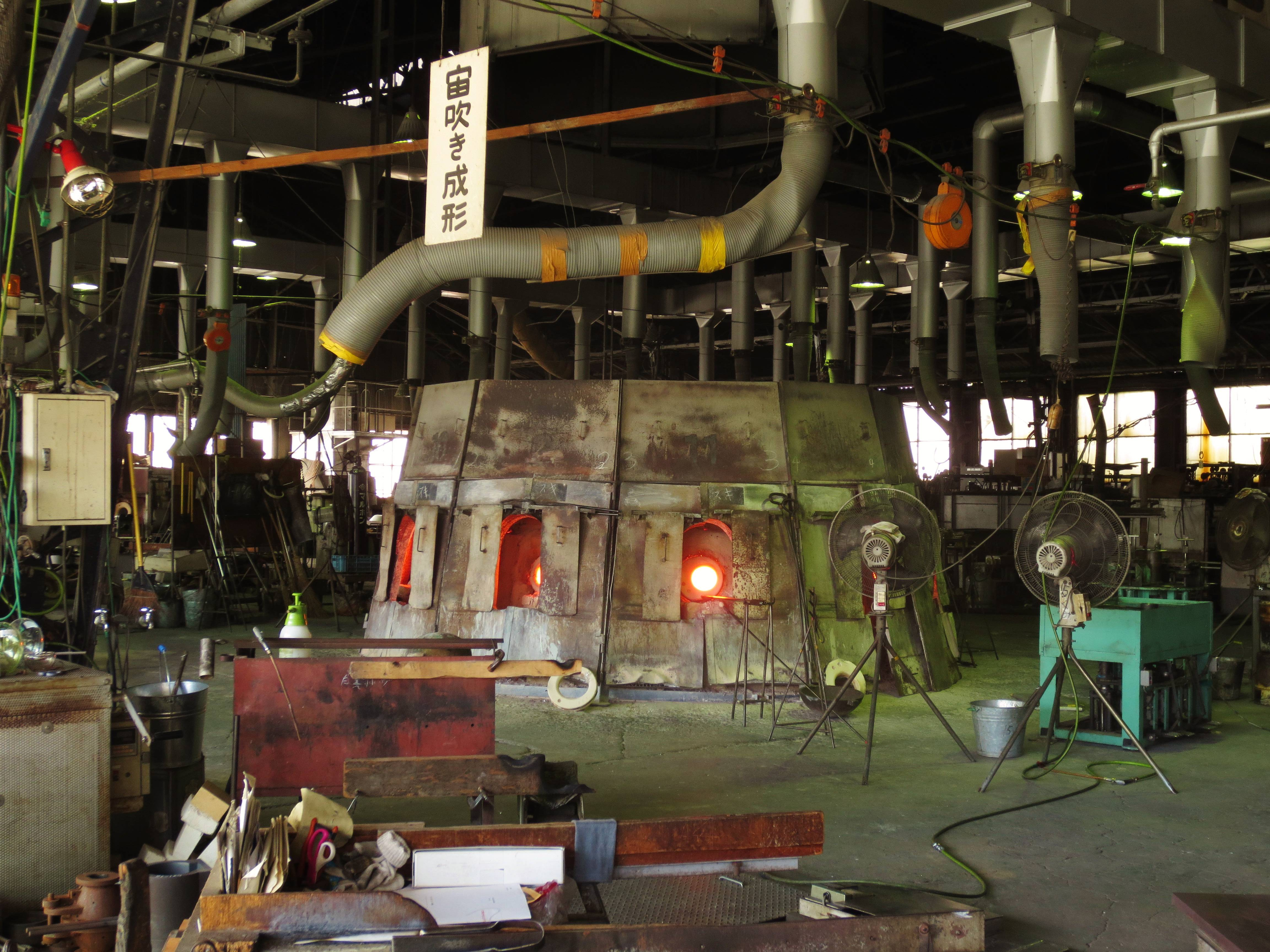
ガラス工場の溶融窯

### 溶融法
溶融法は、固体の原料を高温で加熱することで溶かして液体状態にした後、冷却してガラスにする方法である。ただし液体状態から結晶化が起こらないような十分に速い速度で冷却しなければならない。溶融法はガラスの製法としては最も一般的なもので、大部分のガラスはこの方法によって合成されている。使用済みのガラス製品を破砕して原料（カレット）として再利用することもできる。

### 気相法
気相法は、固体を物理的に蒸発させて薄膜や微粒子を得るPVD法と、気体原料から化学反応によって薄膜や微粒子・バルクを得るCVD法に分類できる。
PVD法では、真空蒸着やスパッタリングが知られている。真空蒸着は、蒸着する物質を減圧下で加熱気化し、基板にコートする方法である。スパッタリングは減圧下で電極間で放電させ、放電によってイオン化されたガスとターゲットとの衝突によって叩きだされた物質を基板にコートする方法である。
CVD法により得られるバルク体のガラスで最も大量に製造されているのは、光ファイバー用シリコンガラスである。光ファイバーの製造法には、MCVD (modified CVD) 法、OVD (outside vapor deposition) 、VAD法（vapor-phase axial deposition method, 気相軸付け法）など様々な方法がある。VAD法では、気体のSiCl4を加熱基板上で反応させて酸化物を堆積し、焼結してガラス化する。

### ゾル・ゲル法
ゾル-ゲル法では、例えばテトラエトキシシラン (Si(OCH2CH3)4) などの金属アルコキシドを加水分解し縮重合させてゾルとし、水分を除いて生じたゲルを焼結してガラス化する。
ガラスは図に示すように原子の並びが不規則な非晶質である。結晶では固体の中の結晶界面で光が散乱したり方向により光学特性や力学特性が異なったりするが、ガラスは非晶質なので全体が均一で透明であり、特定方向にだけ割れやすいということもない。

## ガラスの加工

### 着色
ガラスそのものに着色する方法は、金属イオンや非金属イオン、コロイドなどを溶かしたガラスに添加することによって行う。添加物と発色する色の対応は以下の通り。
- 酸化鉄(II) - 緑。ワインボトルによく使われる。ちなみに、ソーダ石灰ガラスは不純物の鉄化合物を除去しきれないため本来は緑色をしており、他の発色材を混ぜて透明に見せかけている事がほとんどである。
- 硫黄 - 茶色。塩化鉄と炭素（還元剤）を混ぜて使用する。ホウ素濃度が高いホウケイ酸ガラスでは青色になる。カルシウムと共に添加すると深い黄色になる。
- マンガン - 黒。ソーダ石灰ガラスの緑色を取り除く添加物である。但し、時間経過と共にマンガンは過マンガン酸ナトリウムへ変化するため退色する。
- 過マンガン酸ナトリウム - 暗い紫。
- コバルト (0.025 から 0.1%)  - 深い青。炭酸カリウムと併用することが多い。コバルトガラスを参照。脱色のために非常に微量を添加することがある。
- 銅 - 化合物を使用して2から3%の添加率の場合はトルコ石色。純銅の場合は青や緑、暗い赤になる。
- ニッケル - 添加率によって青やヴァイオレット、黒になる。コバルトと共にクリスタルガラスの脱色に使用することがある。
- クロム - 暗い緑色。添加率が高いと黒。
- 硫化カドミウム - 黄色。
- 硫セレン化カドミウム - 明るい赤からオレンジ。
- チタン - 黄色っぽい茶色。他の発色材の補助として使われる事が多い。
- ウラン - 黄色。紫外線を黄緑色に変換する。ウランガラスを参照。
- セリウム - 紫外線フィルターに使用。
- ネオジム，ホルミウム - それぞれ固有の波長を吸収するため、分光光度計の波長校正用光学フィルターに用いる。
- セレン - 赤。硫化カドミウムと共に添加した物は「セレニウムルビー」と呼ばれる鮮やかな赤になる。
- 金 - 明るい赤。赤の発色材としては最もよく用いられる。クリスタルガラスではスズを添加して使用される。
- 銀 - 黄色から赤の間の色。化合物や温度によって変化する。Photochromic lensやPhotosensitive glassは銀を使っている。
- 酸化スズ - アンチモンと砒素を含有する場合は乳白色 (en:Milk glass) 。

他にはフッ化カルシウム、フッ化ナトリウム、リン酸カルシウムが乳白色。

### ガラスの成形技法
- ミルフィオリ - 金太郎飴のような模様をつけたガラス棒を切って並べて模様を作る技法
- コアガラス (Core‐formed Glass)  - ヘレニズム時代にみられる粘土などのコアをもとに完成後コアを出すことでガラス容器を作った。不透明で小型の物しか作れなかったため廃れた。
- ガラス切り（英語版）
- 吹きガラス
- ガラスエングレービング、カットグラス（英語版）- ギヤマン彫[13]など
- エナメルド・ガラス（英語版）
- ショット・ブラスト（サンドブラスト）
- レーザー加工機
- ケイム・ガラスワーク（英語版）（鉛線細工、ステンドグラス）

## 物性

### 熱力学におけるガラス状態
ガラスは液体状態を凍結したような状態（粘度が極端に高くなった状態とも言える）であり、それは準安定状態にあると言える。従って、ガラスは熱力学的には非平衡な状態であり、非常に長時間を経過するとガラスは安定状態である結晶化すると考えられるが、それに対しては異論もある。また、ガラスは過冷却およびガラス転移により粘度が非常に高くなった液体であるという捉え方もある。なお、例えば古い建物の窓ガラスは、それが理由で上部のガラスが下の方に垂れたような形になっているとされたこともあったが、計算によれば千年くらいではとてもそのような差は起きず、実際はガラスの製法によるもので、建設当初からそのような垂れた形になっていたことがわかった。また、同じくガラス化している約2000万年前の琥珀を用いた実験では、2000万年間の密度変化は2.1%にすぎず、数千万年の時間では分子構造がほとんど変化しない事が分かっている。

### 粘性
明確な融点を持たないことが多いガラスでは粘度が実用上大きな意味を持つ。  
1014.5dPa･s ː歪点 急冷しても歪みが生じない温度 実質的に熱応力の生じない、耐熱温度の目安となる。 徐冷点より30〜100℃ほど低い。  
1013〜1014dPa･s ː 転移点とする。アニールを行う際の保持温度の目安となる。  
1013dPa･sː徐冷点 ガラスの内部応力が数分で消失する温度  
1010〜1011dPa･sː屈伏点Ts 自重による変形により見かけ上熱膨張がゼロになる。  
107.6dPa･sː軟化点 ガラスが自重で顕著に軟化変形しはじめる温度  
104dPa･sː作業点 ガラスの成形に適した温度。
103〜108dPa･sːこの領域ではガラスが結晶化し不透明化する失透が起きるので冷却時は出来るだけ速やかに通過すると良い。意図的に一部を結晶化させた結晶化ガラスも存在する。

### 物理的性質
密度は水の2倍半程度、2.4-2.6g/cm3であるが、鉛を用いたフリントガラスでは同6.3に達する。金属ではアルミニウムが2.7、鉄が7.9であるから、フリントガラスは金属なみの密度であることになる。逆に金属元素を含まない石英ガラスは同2.2である。
引っ張り強さに関しては0.3-0.9×108Paである。これは鋼鉄の1/10ではあるが、ナイロンや革ベルト、木材と同程度である。
常温では電気抵抗はきわめて高く、絶縁に用いられることもある。内部抵抗率は109から1016 Ωm、湿度50-60%時における表面抵抗率は1010から1012 Ω/m。これはゴムやセラミックスと同程度である。ただし、流動点に近い温度では電気抵抗がきわめて低くなる。
刃物として用いる場合、非晶質であるため理論上は刃の先端径を0にできる（金属などの結晶体はどうしても結晶の大きさ分の径が残ってしまう）ため、鋭利な刃を作ることが可能である。その刃先は研磨によってではなく割れた断面に生じるが、金属より弾性・靭性が乏しいためナイフ・包丁などといった一般的な実用刃物としてはあまり適さない（欠け・割れが生じやすい）。しかし生体組織を顕微鏡で観察する際、樹脂で固めた組織を薄くスライスするカッター（ミクロトーム）として用いられることがある。

### 化学的性質
化学的には、酸（フッ化水素など、一部のフッ素化合物を除く）には強いがSi-O-Si結合がOH（水酸基）により切断されH2SiO−
3やNa2SiO−
3として溶解するためアルカリに弱い。たとえばガラス瓶に濃厚な水酸化ナトリウムを入れて長期間おくと、徐々にガラス壁が侵されスリガラス状となる。

## ガラスの歴史

### 概説
もともとは植物の灰の中の炭酸カリウムを砂の二酸化ケイ素と融解して得られたので、カリガラスが主体であった。灰を集めて炭酸カリウムを抽出するのに大変な労力を要したのでガラスは貴重なものであり、教会の窓、王侯貴族の食器ぐらいしか用いられたものはなかった。産業革命中期以降、炭酸ナトリウムから作るソーダ石灰ガラスが主流になった。炭酸ナトリウムはソルベー法により効率よく作られるようになったが、現在は天然品（トロナ）を材料に用いることもある。天然の炭酸ナトリウム産地としては米国ワイオミング州グリーン・リバーが一大産地であり、世界中の天然品需要の大半をまかなっている。埋蔵量は5万年分あるとされている。

### ガラス製造の開始
ガラスの歴史は古く、紀元前4000年より前の古代メソポタミアで作られたガラスビーズが起源とされている。これは二酸化ケイ素（シリカ）の表面を融かして作製したもので、当時はガラスそれ自体を材料として用いていたのではなく、陶磁器などの製造と関連しながら用いられていたと考えられている。原料の砂に混じった金属不純物などのために不透明で青緑色に着色したものが多数出土している。
なお、黒曜石など天然ガラスの利用はさらに歴史をさかのぼる。黒曜石は火山から噴き出した溶岩がガラス状に固まったもので、石器時代から石包丁や矢じりとして利用されてきた。黒曜石は青銅器発明以前において最も鋭利な刃物を作ることのできる物質であったため、交易品として珍重され、産出地域から遠く離れた地域で出土することが珍しくない。青銅器が発明されなかった文明や、発明されても装飾品としての利用にとどまったメソアメリカ文明やインカ文明においては、黒曜石は刃物の材料として重要であり続け、黒曜石を挟んだ木剣や石槍が武装の中心であった。
古代ガラスは砂、珪石、ソーダ灰、石灰などの原料を摂氏1200度以上の高温で溶融し、冷却・固化するというプロセスで製造されていた。ガラス製造には大量の燃料が必要なため、ガラス工房は森に置かれ、燃料を木に頼っていた。そのため、その森の木を燃やし尽くしたら次の森を探すというように、ガラス工房は各地の森を転々と移動していたのである。ガラス工場が定在するようになったのは石炭と石油が利用されるようになってからである。
エジプトや西アジアでは紀元前2000年代までに、一部の植物灰や天然炭酸ソーダとともにシリカを熱すると融点が下がることが明らかになり、これを利用して焼結ではなく溶融によるガラスの加工が可能になった。これが鋳造ガラスの始まりである。紀元前1550年ごろにはエジプトで粘土の型に流し込んで器を作るコア法によって最初のガラスの器が作られ、特にエジプトでは様々な技法の作品が作製され、西アジアへ製法が広まった。
新アッシリアのニムルドでは象嵌のガラス板数百点が出土している。年代の確実なものとしては、サルゴン2世（紀元前722年～紀元前705年）の銘入りの壷がある。アケメネス朝ペルシアでは、新アッシリアの技法を継承したガラス容器が作られた。紀元前4世紀から同1世紀のエジプトでは王家の要求によって高度な技法のガラスが作られ、ヘレニズム文化を代表する工芸品の一つとなった。
中国大陸では紀元前5世紀には鉛ガラスを主体とするガラス製品や印章が製作されていた。

### 古代のガラス

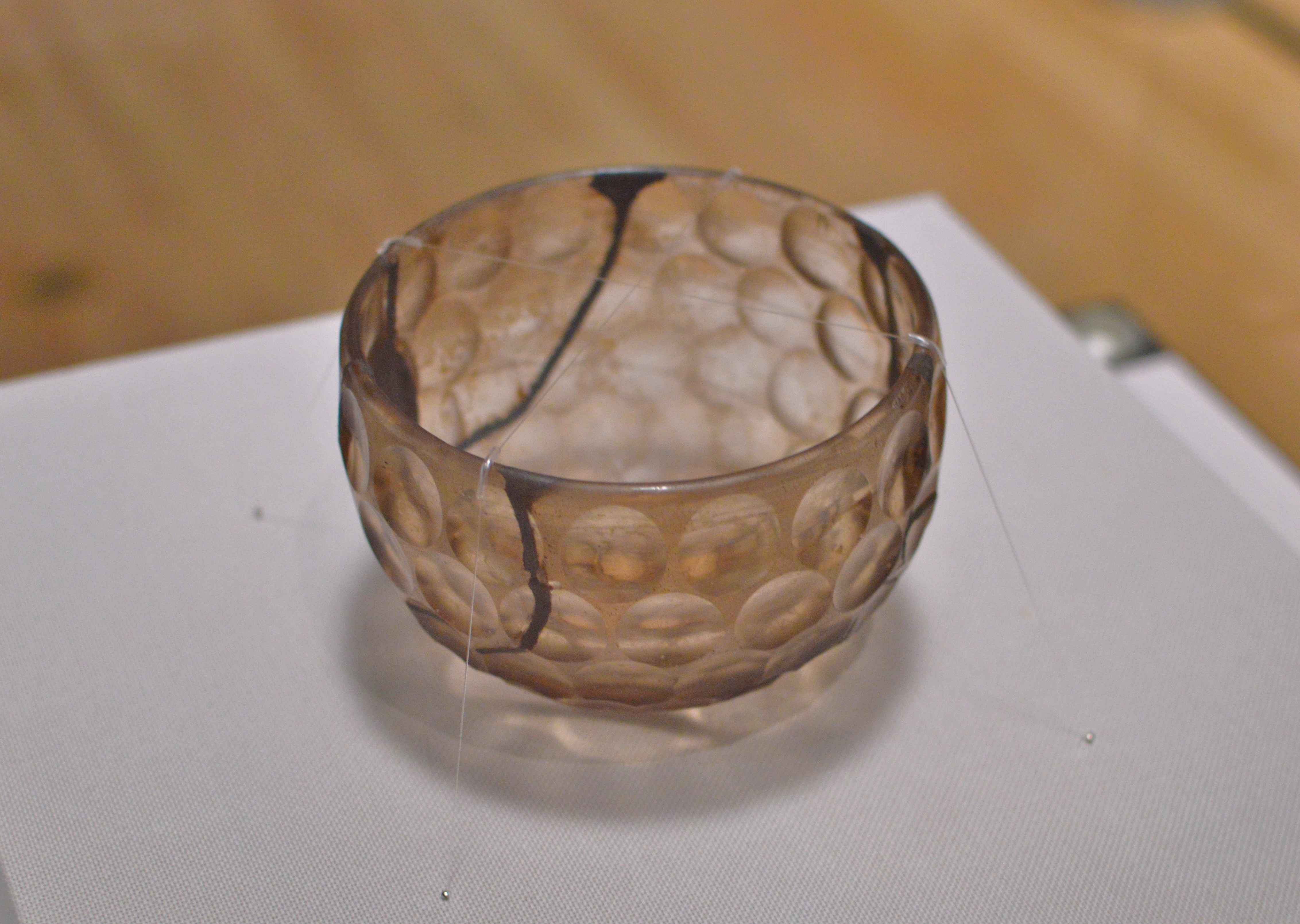
古墳時代に日本に伝来した
西アジア製のガラス碗ササン朝のカットグラス、伝安閑陵古墳（大阪府羽曳野市）出土。国の重要文化財。東京国立博物館展示。

エジプトのアレクサンドリアで、宙吹きと呼ばれる製造法が紀元前1世紀の後半に発明された。この技法は現代においても使用されるガラス器製造の基本技法であり、これによって安価なガラスが大量に生産され、食器や保存器として用いられるようになった。この技法はローマ帝国全域に伝わり、ローマガラスと呼ばれるガラス器が大量に生産され、東アジアにまでその一部は達している。この時期には板状のガラスが鋳造されるようになり、ごく一部の窓にガラスが使用されるようになった。また、ヘレニズム的な豪華なガラスも引き続き製造されていた。しかしローマ帝国の衰退とともにヨーロッパでの技法が停滞した。一方、東ローマ帝国の治める地中海東部やサーサーン朝ペルシャや中国大陸の北魏や南朝では引き続き高水準のガラスが製造されている。日本では福岡県の須玖五反田遺跡などで古代のガラス工房があったことが確認されている。
5世紀頃、シリアでクラウン法の原形となる板ガラス製造法が生み出された。これは一旦、手吹き法によりガラス球を造り、遠心力を加えて平板状にするもので、仕上がった円形の板を、適宜、望みの大きさや形に切り出すことができるメリットがあった。また、この技法によって凹凸はあるものの一応平板なガラスを製造することには成功した。

### 中世のガラス
イスラム圏では8世紀にラスター彩色の技法が登場した。この技法は陶器にも用いられたが、ガラスに先に使われた。9世紀から11世紀の中東では、カット装飾が多用された。また、東ローマ帝国では盛んにステンドグラスが製造された。
8世紀頃から、西ヨーロッパでもガラスの製作が再開した。12世紀には教会にゴシック調のステンドグラスが備わるようになり、13世紀には不純物を除いた無色透明なガラスがドイツ南部やスイス、イタリア北部に伝来した。
良質の原料を輸入できたヴェネツィアのガラス技術は名声を高めたが、大火事の原因となった事と機密保持の観点から1291年にムラーノ島に職人が集中・隔離された。ここでは精巧なガラス作品が数世紀にわたって作られ、15世紀には酸化鉛と酸化マンガンの添加により屈折率の高いクリスタルガラスを完成させた。
操業休止期間の他国への出稼ぎなどによって技法はやがて各地に伝わり、16世紀には北ヨーロッパやスペインでも盛んにガラスが製造された。この頃、中央ドイツやボヘミアでもガラス工房が増えている。これは原料となる灰や燃料の薪が豊富であり、かつ河川沿いにあり都市への物流に好都合だったためである。
また、15世紀には西欧各地でさかんにステンドグラスが製造された。当時の平坦なガラスは吹いて作ったガラスを延べてアイロンがけすることで作られていた。
日本では8世紀から16世紀までガラス製造が衰退した。

### 近世
1670年代に入ると、ドイツ・ボヘミア・イギリスの各地でも同時多発的に、無色透明なガラスの製法が完成した。これは精製した原料にチョークまたは酸化鉛を混ぜるものである。この手法によって厚手で透明なガラスが得られ、高度な装飾のカットやグレーヴィングが可能になり、重厚なバロックガラスやロココ様式のガラスが作られた。また、アメリカ合衆国ではヴァージニア州に来たヨーロッパからの移民がガラスの生産を始めた。産業的にはなかなか軌道に乗らなかったが、大規模な資本の投下が可能な18世紀末になると豊富な森林資源を背景に工場生産が行なわれるようになった。18世紀に入ると、フランスで板ガラスの鋳造法が開発され、また同時期に吹きガラス法を利用して大型の円筒を作り、それを切り開いて板ガラスを製造する方法が開発され、この2つの方法は20世紀初頭にいたるまで板ガラス製造の基本技術であり続けた。
日本でのガラス製造は長崎での元亀元年（1570年）からの開港以来、ポルトガルやオランダ、中国からガラス製品が輸入され、長崎ビードロ（長崎ガラス）として国産化されたのが始まりである。
文献で確認できる最初は、延宝4年（1676年）に長崎で代官末次平蔵の財産を没収した際の目録に書かれている「日本物びいどろ釣花入」。
長崎から大阪、京都、江戸へと伝わり、大阪の見世物師が流行っていた当時の江戸、江戸の職人は面白くない。そこに長崎のビードロ細工師が来て人気を博した。これが「江戸の仇を長崎で討つ」という諺の由来になっている。
天保5年（1834年）にビードロ屋、加賀屋久兵衛が金剛砂を用いてガラス面に彫刻をほどこした江戸切子が生まれた。
弘化3年（1846年）に薩摩藩直轄の産業として薩摩切子が生まれた。
明治時代にイギリス人の技術指導により、西洋式カットや彫刻技法が導入されるようになり、現代に至る精巧なカットの技法の多くは明治の頃に始まったと見られている。
明治初期の頃ガラス製品は「玻璃」「瑠璃」「ビードロ」「ギャマン」と呼ばれていたが、品川硝子製作所が設立された明治9年（1876年）頃から英語・ドイツ語を語源とする「ガラス（硝子）」という呼称が一般的になった。
窓ガラスは明治以降に建築の西洋化で普及した。ただし、明治前期の頃は主に西洋館の需要を満たすだけのもので、明治30年代から学校・工場・役場といった公共の建物や病院、上級の住宅などに広がっていったことで需要が増加し、ガラス関係の仕事が急増。大正中期頃からガラス価格が下落し、一般大衆家庭にも広がっていったという経緯である。
19世紀に入ると、原料供給や炉に大きな進歩が相次いで起き、ガラス工業の近代化が急速に進んだ。1791年には炭酸ナトリウム（ソーダ灰）の大量生産法がフランスのニコラ・ルブランによって発明され、このルブラン法によって原料供給が大きく改善された。1861年にはベルギーのエルネスト・ソルベーによってより経済的なソルベー法が開発され、さらにソーダ灰の増産は進んだ。ガラスを溶かす窯にも大きな進歩が起きた。フリードリヒ・ジーメンスらが1856年に特許を取得した蓄熱式槽窯を用いた製法により、溶融ガラスの大量供給が可能となった（ジーメンス法）。この平炉法はガラス炉として成功し、以後の工業的ガラス製造の基本となったのち、改良を加え製鋼にも使用された。こうしたガラス供給の増大によって価格が低落し、また瓶や窓ガラス、さらには望遠鏡や顕微鏡といった光学用のガラスなどの用途・需要が急増したため、各国に大規模なガラス工場が相次いで建設されるようになった。1851年には世界初の万国博覧会であるロンドン万国博覧会が開催されるが、そのメイン会場として建設された水晶宮は鉄とガラスによって作られた巨大な建物であり、科学と産業の時代の象徴として注目を浴びた。
19世紀末から20世紀初頭にかけてのアール・ヌーヴォーはガラス工芸にも大きな影響を与え、エミール・ガレやルイス・カムフォート・ティファニーなどの優れたガラス工芸家が現れ多くの作品を残した。

### 現代

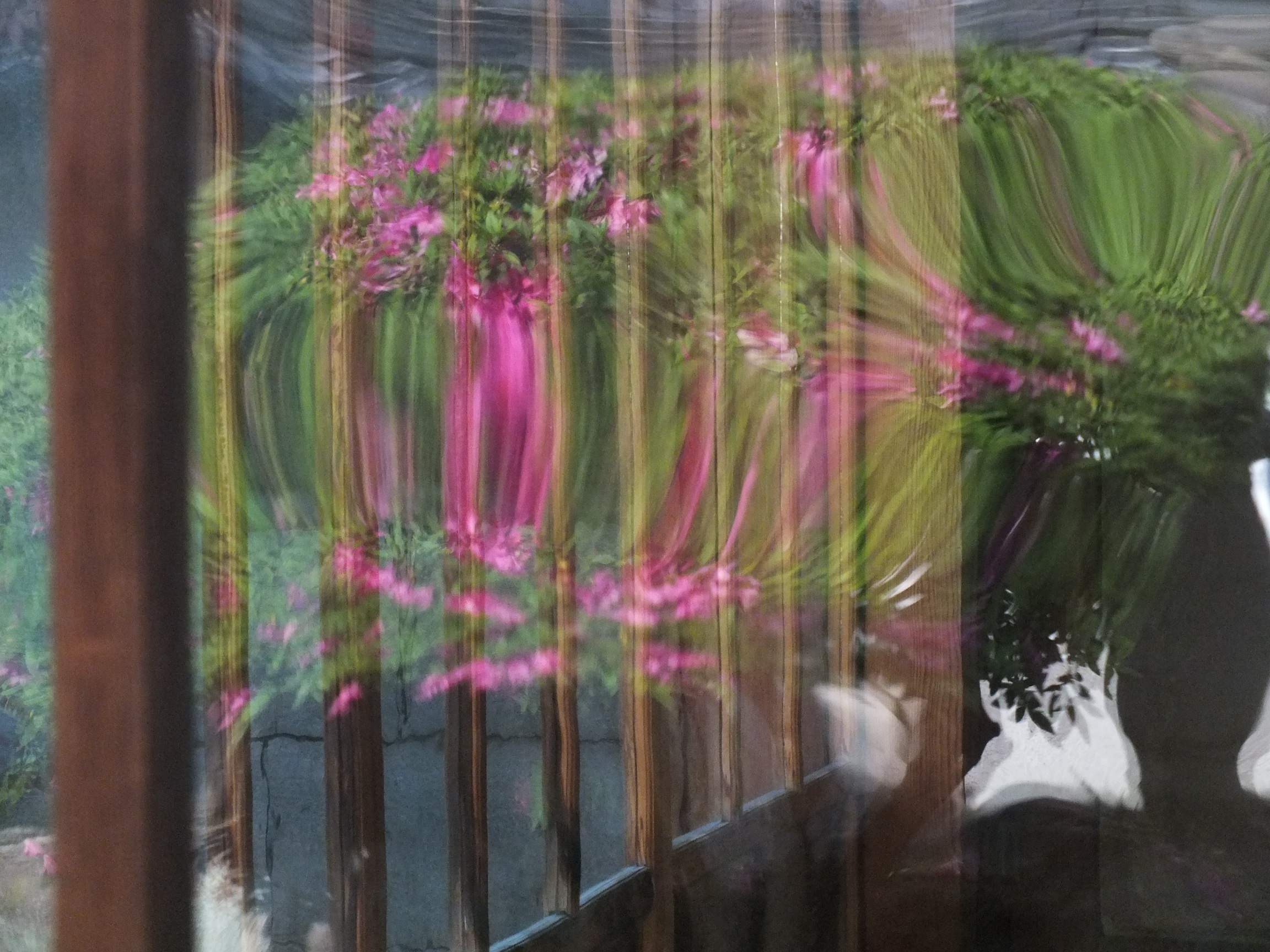
1918年（大正7年）竣工の旧来住家住宅に使用されている板ガラス

1903年、板ガラス製造用の自動ガラス吹き機がアメリカで開発され、熟練工を必要としないことから各国に急速に普及したが、やがて機械による引上げ式にとってかわられた。1950年代、ピルキントンがフロートガラスの製造を開始した。このフロートガラスの開発によって、現在使用されている板ガラスの基本技術が完成し、安価で安定した質の板ガラスが大量生産されるようになった。
1970年にドイツ人のディスリッヒによって考案されたゾル-ゲル法が、ガラスの新しい製造法として登場した。これまでガラスを製造する方法は原料を摂氏2000度前後の高温によって溶融する必要があったが、ゾル-ゲル法ではガラスの原料となる化合物や触媒を有機溶液に溶かし込んで、摂氏数十度の環境で加水分解と重合反応を経て、溶融状態を経由せずに直接ガラスを得る。実際は完成したゲルが気泡を含むため、最終的には摂氏1000度程度に加熱して気泡を抜いてやる必要がある。この方法の発明によって、ガラスに限らず有機無機ハイブリッド材料の創製など、従来では考えられなかった用途が開かれてきている。
近年では摂氏1万度のプラズマを利用して原料を一瞬で溶かす方法が実用化に向けて開発中であるが、実用化には至っていない。
現在、ガラスは食器や構造材のみならず、電子機器、光通信など幅広い分野で生活に必要不可欠なものとなっている。

## ガラスの応用
- 食器
- 窓ガラス
- レンズ
- 鏡
- 光ファイバー
- ブラウン管
- ハードディスクドライブ
- 液晶ディスプレイ
- プラズマディスプレイ
- 蛍光灯
- 白熱電球
- 砂時計
- ガラス棒
- ビー玉
- ビーズ - とんぼ玉
- 美術品
- ガラス器具
- ガラスペン
- ぽぴん
- 氷コップ

## 様々なガラス
- ソーダ石灰ガラス
- ホウケイ酸ガラス
- カリガラス
- クリスタルガラス
- 光学ガラス
- 石英ガラス
- 偏光ガラス
- 複層ガラス（エコガラス）
- 強化ガラス
- 合わせガラス
- 耐熱ガラス・硼珪酸ガラス
- 防弾ガラス
- ガラス繊維
- 光触媒クリーニングガラス
- 水ガラス
- ウランガラス
- アクリルガラス
- ダイクロ
- ゴールドストーン・茶金石・砂金石・紫金石

- ガラスセラミックス
- 低融点ガラス - ガラス転移点が摂氏600度以下程度のガラス。電子部品において絶縁、封止、接着等に広く用いられている。ホウケイ酸鉛系ガラスが多く用いられていたが、環境負荷低減のために鉛フリー品の開発も進められている。
- 金属ガラス - 金属ガラスは、他のアモルファス金属とは異なり、過冷却液体の状態で安定し、結晶化が始まる前に固体化が完了するため、鋳型による鋳造で製造できるので工業用途での利便性が高い。
- サフィレット
- 変色ガラス - 微量の遷移元素により、光源によって色が変わるように見える。
- 分相ガラス 特定のガラスにおいて複数のガラス材料を混ぜて熱処理することで得られる。
- 多孔質ガラス - 上記の分相ガラスを酸で溶かすことによって多孔質のガラスを得る。表面をイオン交換樹脂で修飾する事で同位体の分離に利用したり、特定の酵素を担持することでバイオリアクターで使用される。また、燃料電池等のガス拡散電極としての用途もある。
- リキッドガラスまたは液体ガラス、ガラス塗料。
- ハイブリッドガラス - 珪素化合物であるシリコーン樹脂とシラノール化合物及び熱可塑性プラスチックを化学的に複数の官能基において架橋させたシリケート化合物であり、常温領域の120 - 180度で軟化させ急冷することで形成するガラス質複合体。
- 有機ガラス（ゆうきガラス、organic glass）- 透明なプラスチックでできた「ガラス」。

天然ガラス
自然界で溶融状態から急激に冷却した場合出来る。一例として黒曜石等がある。また、岩石にもガラス質の組織が含まれている場合がある。
- テクタイト、モルダバイト - 隕石によるもの。
- 火山ガラス - 火山によるもの。
- 閃電岩 - 雷によるもの。
- トリニタイト - 核実験トリニティ実験によるもの。

## ガラス関係会社
主なガラス製造会社
- PPGインダストリーズ（米国）
- コーニング（米国）
- サンゴバン（フランス）
- ピルキントン（英国）- フロート式板ガラスの製造法を発明した。
- 住田光学ガラス（日本）
- AGC（日本）
- 日本板硝子（日本）- 前述のピルキントン社を買収した、日本最大の板ガラスメーカー。
- 日本電気硝子（日本）- NECグループのFPD向けガラスメーカー。
- セントラル硝子（日本）
- HOYA（日本）- 光学ガラスメーカー。
- ハリオグラス（日本）
- オハラ（日本）- 主に主要株主（セイコーおよびキヤノン）の製品に供給。
- 近畿車輛（日本）- 近鉄系、主に強化ガラスが中心。公共・医療・福祉関連施設等に導入実績あり。
- 日本山村硝子（日本）- 飲料用向け中心のガラスボトルメーカー。
- 石塚硝子（日本）- 飲料・テーブルウェア向中心のガラス製品メーカー。
- ハルナグラス（日本）- テーブルウェア向中心のガラス製品メーカー。
- 岡本硝子（日本）- 硝子反射鏡、フライアイレンズなどを製造するガラス製品メーカー。
- 上越クリスタル硝子（日本） - 花瓶・食器・照明など。月夜野びーどろパークを運営。

ガラス工芸品・会社
- ヴェネツィアン・グラス（イタリア）
- エッフェトレ・モレッティ（イタリア）
- ボヘミアガラス（チェコ）
- スワロフスキー（オーストリア）
- オレフォス・グラスブリュック（スウェーデン）
- イッタラ（フィンランド）
- カガミクリスタル（日本）
- 江戸切子（日本）
- 薩摩切子（日本）
- 琉球ガラス（日本）
- 佐竹ガラス（日本）
- 喜南鈴硝子（日本）
- 北一硝子（日本）

## 文化
日本語ではガラスを使った以下のような比喩表現がある。なお、3.に関しては｢ガラスの天井（グラス・シーリング）｣が元来英語圏で提唱されており、彼の地でもこのような使われ方をしていることがわかる。
1. ガラスの脆く壊れやすい性質から、わずかな負荷で破損・故障するもののたとえ。
  - 例：「ガラスの地球を救え」「ガラスのあご」「ガラスの十代」「ガラスの脳」
2. 透明であるためガラスの向こう側がよく見えることから、｢内部の全てを包み隠さず開示する｣ことのたとえ[33]。
  - 例：「ガラス張りの行政」
3. 透明であるためガラスそのものは見えにくいことから、｢目には見えないが存在する｣もののたとえ
  - 例：「ガラスの天井」

ドイツでは、シュレジエン山系のケイ素と木炭から森林ガラスが作られた。